# Kilkonstruktion
Kilkonstruktion är ett grammatiskt fenomen i isländska, färöiska och de nordiska fornspråken, inklusive fornsvenska, som innebär att ett satsled flyttas till subjektets ordinarie position i satser utan subjekt. Kilkonstruktionen förekommer vanligen i relativa bisatser utan subjekt, där kilen – ett mer eller mindre valfritt satsled – placeras mellan subjunktionen (t.ex. som) och det finita verbet, liksom för att fylla luckan av det saknade subjektet. Den är nästan obligatorisk under äldre fornsvensk tid (ca 1225–1375) i åtminstone vissa kontexter och förekommer fram till 1600-talet, då den försvinner.

## Exempel
- sum lanzsins äru ___ lagh
'som är landets lag'
(Östgötalagen, ca 1290)[5]